# Gilbert Pagès
 (août 2017).
 (août 2017).
Si vous disposez d'ouvrages ou d'articles de référence ou si vous connaissez des sites web de qualité traitant du thème abordé ici, merci de compléter l'article en donnant les références utiles à sa vérifiabilité et en les liant à la section « Notes et références ».
Pas d'image ? Cliquez ici

a Compétitions nationales et continentales officielles uniquement.

b Matchs officiels uniquement.
Gilbert Pagès, né le 24 décembre 1961, est un joueur français de rugby à XV qui évoluait au poste de troisième ligne aile, il a été international de l'Équipe de France de rugby à XV B et A'.

## Biographie
Gilbert Pagès effectue la majeure partie de sa carrière au Stade Rodez Aveyron, et participe à son parcours chaotique.
Encore junior, il débute lors de la saison 1980-81 alors que le club évolue en groupe B.
Il descend en deuxième division en 1982. Le Stade ruthénois remonte en 1984 et reste en groupe B jusqu’en 1990 et retrouve le groupe A pour deux nouvelles saisons en 1991 et 1992 avant une nouvelle descente.
Gilbert Pagès est alors recruté par le Castres olympique en pleine ascension.
Lors de la saison 1992-1993, il réalise une saison remarquable avec le CO, marquant notamment l’essai décisif de son équipe en demi-finale, au stade de Gerland, à Lyon, le contre RC Toulon champion de France en titre. Gilbert Pagès participe ensuite à la finale contre le FC Grenoble. Castres s'impose sur le score de 14 à 11 avec notamment un essai refusé au Grenoblois Olivier Brouzet et un essai controversé de Gary Whetton en faveur des Castrais, Daniel Salles, l'arbitre de la rencontre, reconnaissant vingt ans plus tard, en 2013, avoir alors commis une erreur d'arbitrage et d'avoir été influencé par les supporters agenais qui se plaignaient du jeu trop physique des Grenoblois.
Le CO  dispute également la finale du Challenge du Manoir, battu par le Stade toulousain sur le score de 13 à 8.
Deux ans plus tard, il a été finaliste du championnat de France de rugby à XV 1994-1995 avec le Castres olympique battu en finale par le Stade toulousain sur le score de 31 à 16.
Il a aussi disputé la première édition de la coupe d'Europe en 1996 avec le CO contre le Munster.
Il participe ensuite à la remontée du Stade olympique millavois rugby Aveyron dans le championnat groupe B (ancien nom de la Fédérale 1) et il revient de sa retraite sportive pour aider son ancien club le Stade Rodez Aveyron qui évolue alors en Fédérale 3.

## Parcours
- Stade ruthénois : 1980-1992
- Castres olympique : 1992-1995
- SO Millau : 1995-1997
- Stade Rodez Aveyron : 2001-2002

## Palmarès
- Championnat de France de rugby à XV :
  - Champion : (1) : 1993[6]
  - Finaliste (1) : 1995

- Challenge Yves du Manoir :
  - Finaliste (1) : 1993
  - Demi-finaliste (1) : 1994